# Ốc mỡ
Ốc mỡ là tên gọi chung chỉ những loài ốc biển săn mồi, là động vật thân mềm chân bụng sống ở biển, chẳng hạn như ốc mỡ hoa trong họ Naticidae, họ ốc Mặt Trăng hay loài ốc bờ (cũng gọi là ốc mỡ) (Littorina littorea) trong họ Ốc bờ, tức Ốc vùng triều (Littorinidae). Các loài ốc mỡ khác còn có: ốc mỡ trắng, ốc mỡ trơn... Ở Việt Nam, ốc mỡ phân bố khá phong phú và đa dạng cùng những đặc riêng có giữa các vùng miền như óc mỡ Cát Bà vỏ mịn và dẹt, không có hoa văn, ốc mỡ Đồ Sơn vỏ tròn hơn, hoa văn chấm xanh, xám, nâu, hồng sặc sỡ...

## Đặc điểm
Ốc mỡ thường sống ở nước mặn ở nơi có đáy cát hoặc bùn, ăn động vật hai mảnh vỏ hoặc động vật chân bụng khác. Chúng khoan nhiều lỗ nhỏ trên vỏ của con mồi sau đó sử dụng lưỡi sừng (dãy răng kitin), chất bài tiết và sau đó chèn vòi vào để lấy dinh dưỡng, Naticid có thể tích luỹ nước ở chân và nước bắt buộc phải được đẩy ra ngoài qua những lỗ ở cuối chân trước khi thu chân vào trong vỏ.
Cái tên ốc mỡ được gọi vì khi còn sống, nhìn ốc bơi dưới nước giống như một miếng thịt mỡ nhỏ màu vàng nhạt. Về thịt, ốc mỡ ngon nhất là phần ruột. Nhiều người ăn ốc mỡ, theo thói quen chỉ ăn phần đầu, ốc mỡ nhỏ thì phần đầu còn mềm thơm, lớn hơn thì thịt vừa rắn vừa dai. Chỉ có phần đuôi của nó là có chất lượng ngon, bùi như lòng đỏ trứng vịt muối. Chính vì vậy, ốc mỡ còn là nguyên liệu để chế biến thành nhiều món ăn ngon như: ốc mỡ xào xả ớt, ốc mỡ xào satế, ốc mỡ xào me, ốc mỡ cháy tỏi, ốc mỡ rang me, ốc mỡ xào rau răm...

## Hình ảnh

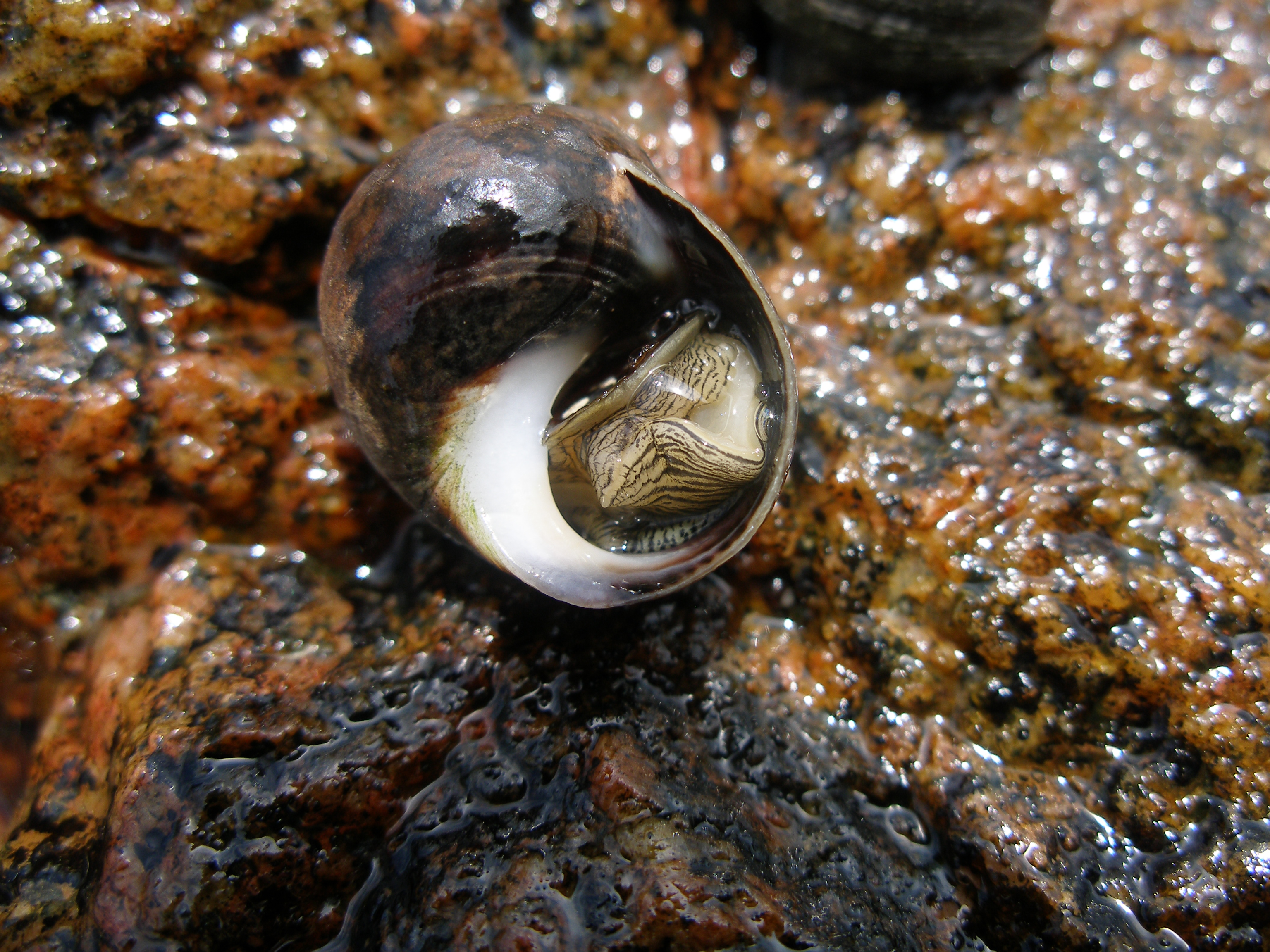
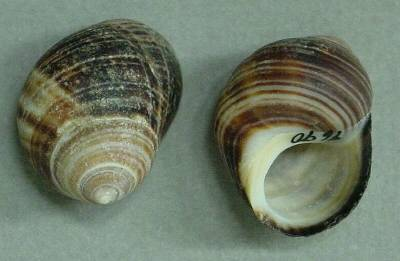
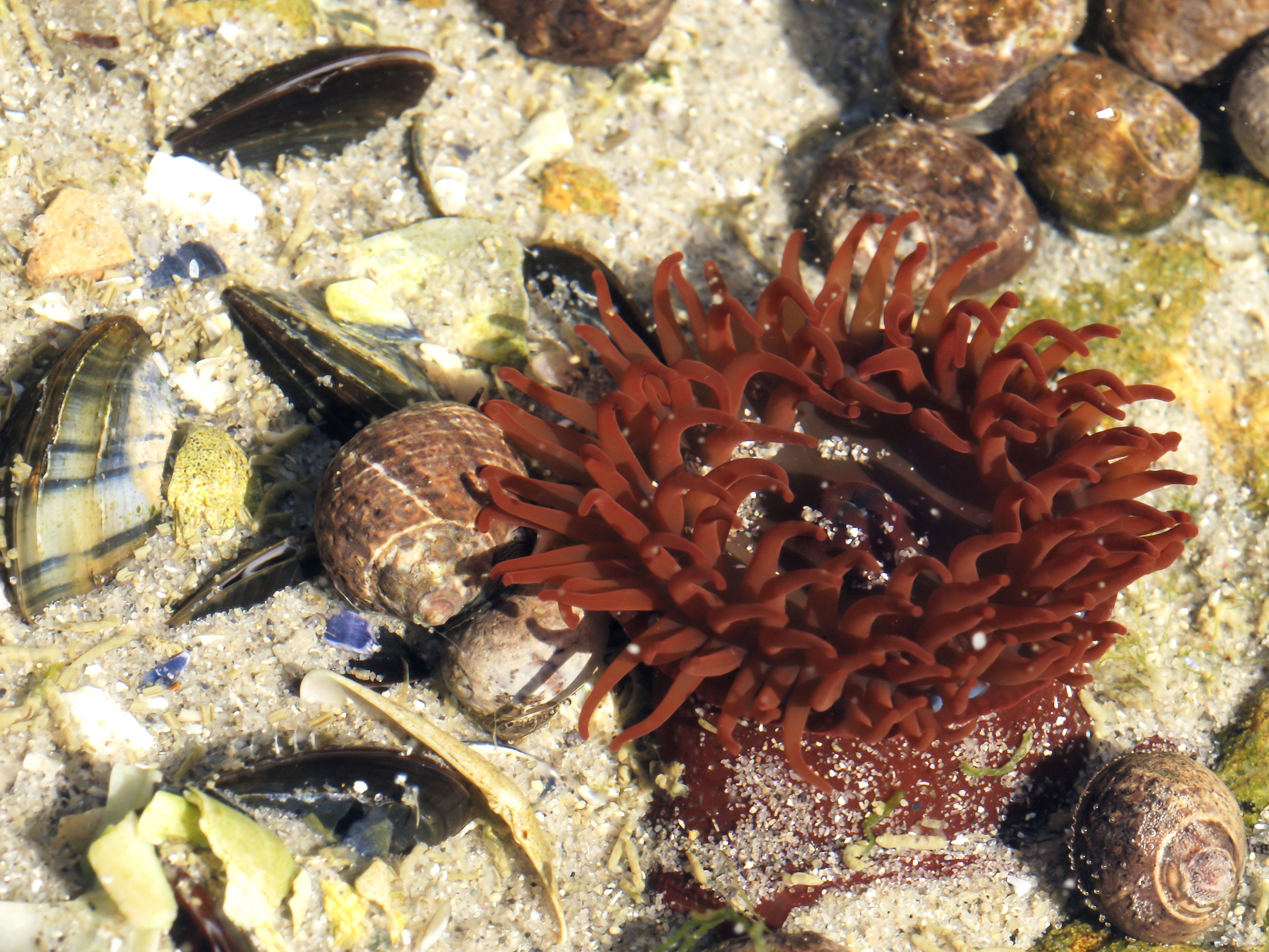
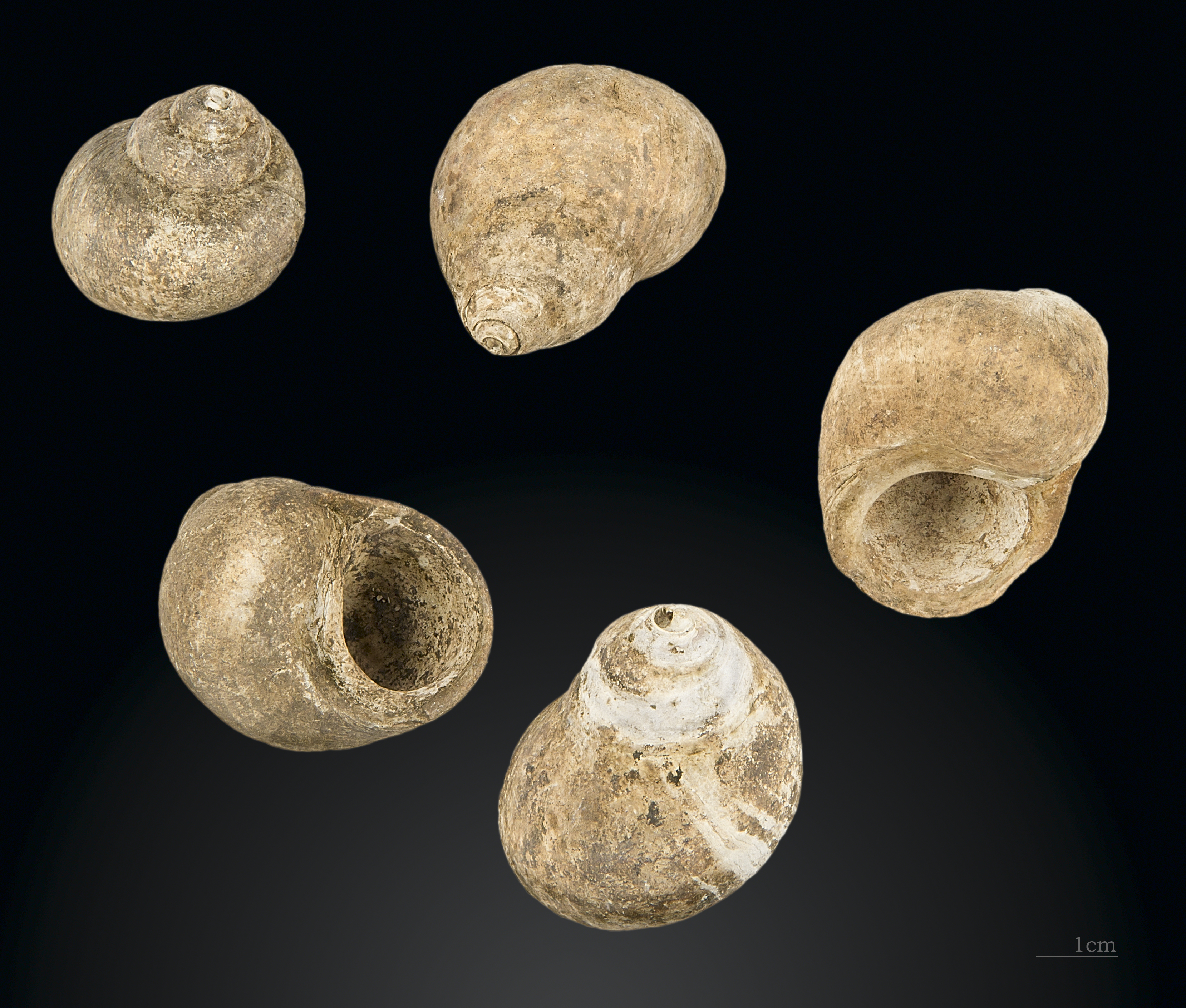